# Nu-causaliteit
Nu-causaliteit (Pali: idhappaccayata) is het boeddhistische basisprincipe van causaliteit toegepast op het bestaan in het hier en nu.
In de lering van nu-causaliteit dient het proces van oorzakelijkheid volledig gezien te worden in termen van de condities die zich in het hier en nu manifesteren en direct ervaren worden. Er dient niet naar het verleden of de toekomst verwezen te worden of naar dingen die niet direct ervaren worden.

## Relevante leringen
De volgende leringen helpen om het leven in termen van direct ervaren fenomenen in het hier en nu te zien:
- de zes zintuigen
- de vijf khandhas
- de drie karakteristieken